# Eugène Brager de La Ville-Moysan
Eugène Joseph Antoine Brager de La Ville-Moysan, né le 16 juin 1862 à Nantes et mort le 6 mars 1936 à Rennes, est un homme politique français. Il est sénateur d'Ille-et-Vilaine de 1904 à 1933.

## Biographie
Eugène Brager de La Ville-Moysan est le fils de François Brager de La Villemoysan, conseiller à la Cour d'appel de Rennes, et de Corinne Normand (petite-fille du général-baron Jean-Gaspard Normand). Il épouse Eugénie Richelot, fille d'un notaire reannais.
Il suit également des études de droit et devient avocat à Rennes.
Il commence sa carrière politique en étant élu conseiller général monarchiste pour le canton de Rennes-Nord-Est lors d'une partielle en février 1898. Il mène alors un intense campagne anti-dreyfusarde, soutenu par la Ligue de la patrie française.
Le 15 mai 1904, à la suite du décès d'Henri Guérin, il est élu sénateur d'Ille-et-Vilaine à la faveur d'une élection partielle où il s'impose dès le premier tour. 
Il rejoint les rangs de la Gauche républicaine. 
Il est ensuite réélu lors des scrutins sénatoriaux de 1906, 1920 et 1924.
En 1933, il ne parvient pas à se faire réélire et décide de quitter la vie politique. Il meurt à Rennes trois ans plus tard.

## Mandats électoraux
Sénateur
- 15 mai 1904 - 7 janvier 1906 : sénateur d'Ille-et-Vilaine
- 7 janvier 1906 - 11 janvier 1920 : sénateur d'Ille-et-Vilaine
- 11 janvier 1920 - 6 janvier 1924 : sénateur d'Ille-et-Vilaine
- 6 janvier 1924 - 9 janvier 1933 : sénateur d'Ille-et-Vilaine

Conseiller général
- 1898 - 1907 : membre du conseil général d'Ille-et-Vilaine

### Sources
- « Eugène Brager de La Ville-Moysan », dans le Dictionnaire des parlementaires français (1889-1940), sous la direction de Jean Jolly, PUF, 1960 [détail de l’édition]